# Мардоній
Мардоній (дав.-гр. Μαρδόνιος; ? — 479 до н. е.) — перський полководець.

## Діяльність
Був одружений з дочкою царя Дарія. Вирізняючись особливою хоробрістю, був справжнім деспотом та не користувався любов'ю свого війська.
Брав участь у придушенні повстання малоазійських греків у 502 до н. е. Навесні 492 р. він попрямував через Сирію та Месопотамію в Кілікію, а звідси до Геллеспонту для переправи до Європи. Флот його йшов біля берега. По дорозі був зайнятий острів Тасос і частина Македонії. Проте при Афоні буря потопила 300 кораблів і 20 000 воїнів, у той час як фракійське плем'я бригів розбило сухопутні перські загони. Після таких значних втрат Мардоній повернувся в Азію і на час втратив вище начальство.
За Ксеркса йому знову вдалося піднестися і переконати царя здійснити новий похід до Греції. Після Саламінської битви (480 до н. е.) Мардоній умовив Ксеркса повернутися до Азії, а сам залишився із 300 000 війська, щоб завершити підкорення Греції.
Перезимувавши у Фессалії, він рушив на Афіни, взяв місто, спустошив країну, але запропонований ним мир греки не прийняли. У 479 до н. е. відбулася вирішальна битва при Платеях, в якій було розбито перське військо, а сам Мардоній загинув від руки спартанця Аємнеста.